# Bronwyn Mayer
Bronwyn Mayer, ab 2001 Bronwyn Smith, OAM (* 3. Juli 1974 in Sydney) ist eine ehemalige australische Wasserballspielerin. Sie war Olympiasiegerin 2000 und Weltmeisterschaftsdritte 1998.

## Sportliche Karriere
Die 1,76 Meter große Angriffsspielerin spielte für Balmain.
Bronwyn Mayer/Smith bestritt 242 Länderspiele für die australische Nationalmannschaft. Bei der Weltmeisterschaft 1994 in Rom belegten die Australierinnen den sechsten Platz.
1998 war sie bei der Weltmeisterschaft in Perth dabei. Die Australierinnen waren Dritte ihrer Vorrundengruppe. Im Viertelfinale bezwangen die Australierinnen die Ungarinnen mit 8:5. Nach einer Halbfinalniederlage gegen die Italienerinnen trafen die Australierinnen im Spiel um den dritten Platz auf die Russinnen und gewannen mit 8:5. Mayer warf beim 9:10 im Halbfinale drei Tore Wasserball für Frauen wurde als Wettbewerb in das Programm der Olympischen Spiele in Sydney 2000 aufgenommen. Die australische Mannschaft gewann die Vorrundengruppe und besiegte im Halbfinale die Russinnen mit 7:6, Mayer erzielte drei Tore. Beim 4:3-Sieg im Finale gegen das Team aus den Vereinigten Staaten warf Mayer einen Treffer. 2001 bei der Weltmeisterschaft in Fukuoka belegten die Australierinnen den fünften Platz, nachdem sie im Viertelfinale gegen die Italienerinnen verloren hatten.
Bronwyn Mayer heiratete 2001 den Rugby-Union-Spieler Damian Smith. Bei der Weltmeisterschaft 2003 in Barcelona belegte sie mit der australischen Mannschaft den siebten Platz. Im Jahr darauf bei den Olympischen Spielen 2004 in Athen gewannen die Australierinnen ihre Vorrundengruppe vor den Italienerinnen. Im Halbfinale trafen die Griechinnen erneut auf die Australierinnen und gewannen mit 6:2. Die Australierinnen verloren auch das Spiel um Bronze mit 5:6 gegen das Team aus den Vereinigten Staaten.
Bronwyn Smith ist die Cousine der Wasserballspielerin Taryn Woods und von deren Bruder Gavin Woods.